# Universidad Islámica de Medina
La Universidad Islámica de Medina (الجامعة الإسلامية بالمدينة المنورة) fue fundada por el gobierno de Arabia Saudita por un decreto real en el año 1962 dc (1381 AH). Está ubicada en la ciudad sagrada de Medina.

## Historia
Esta moderna universidad se fundó en 1962 como una escuela de educación superior especializada en temas islámicos. Aproximadamente el 80% de los 22.000 estudiantes matriculados son estudiantes extranjeros de todo el mundo. La universidad es muy diversa y cuenta con casi todas las nacionalidades.

## Estudios
Los estudiantes universitarios pueden estudiar la Ley Islámica, Sagrado Corán, Teología Islámica, Ciencias del Hadiz, el idioma árabe entre otras nuevas facultades. La universidad ofrece licenciatura (4 años), maestría y doctorado (2 a 3 años). También se puede cursar un año de diplomado que se puede obtener después de graduarse del programa de licenciatura. La primera carrera que se pudo estudiar al comienzo de la Universidad fue la de sharia (jurisprudencia islámica). 
La escuela examina las solicitudes por año. El año académico comienza en septiembre y termina en junio. El año académico consta de dos semestres.

## Instituto de Idioma Árabe
Los estudiantes que no conocen la lengua árabe pueden estudiar en el Instituto de idioma árabe de la Universidad por un período de dos años. Consta de cuatro niveles.